# 同安宅
同安宅，是臺灣彰化縣永靖鄉的一個地名，位於該鄉北部偏西。就行政區而言，範圍大致包括同安村、同仁村、湳墘村、四芳村。

## 歷史
台灣清治末期至日治初期，同安宅地區為一街庄，稱為「同安宅庄」，隸屬於武西堡。該庄　西北與羅厝庄為鄰，北與舊館庄為鄰，東與大溝尾庄、關帝廟庄為鄰，南邊東段為獨鰲庄，南邊西段及西邊為竹仔腳庄。
1901年（日治明治三十四年）11月，該庄隸屬於彰化廳。1909年（明治四十二年）10月，改隸屬於臺中廳。1920年（大正九年），該庄改制為「同安宅」大字，隸屬於臺中州員林郡永靖庄，大字下有「同安宅」、「四塊厝」、「湳墘」小字名。
戰後永靖庄改制為永靖鄉，隸屬於彰化縣，大字亦改制為村。